# BR-158
Pour les articles homonymes, voir Route 158.

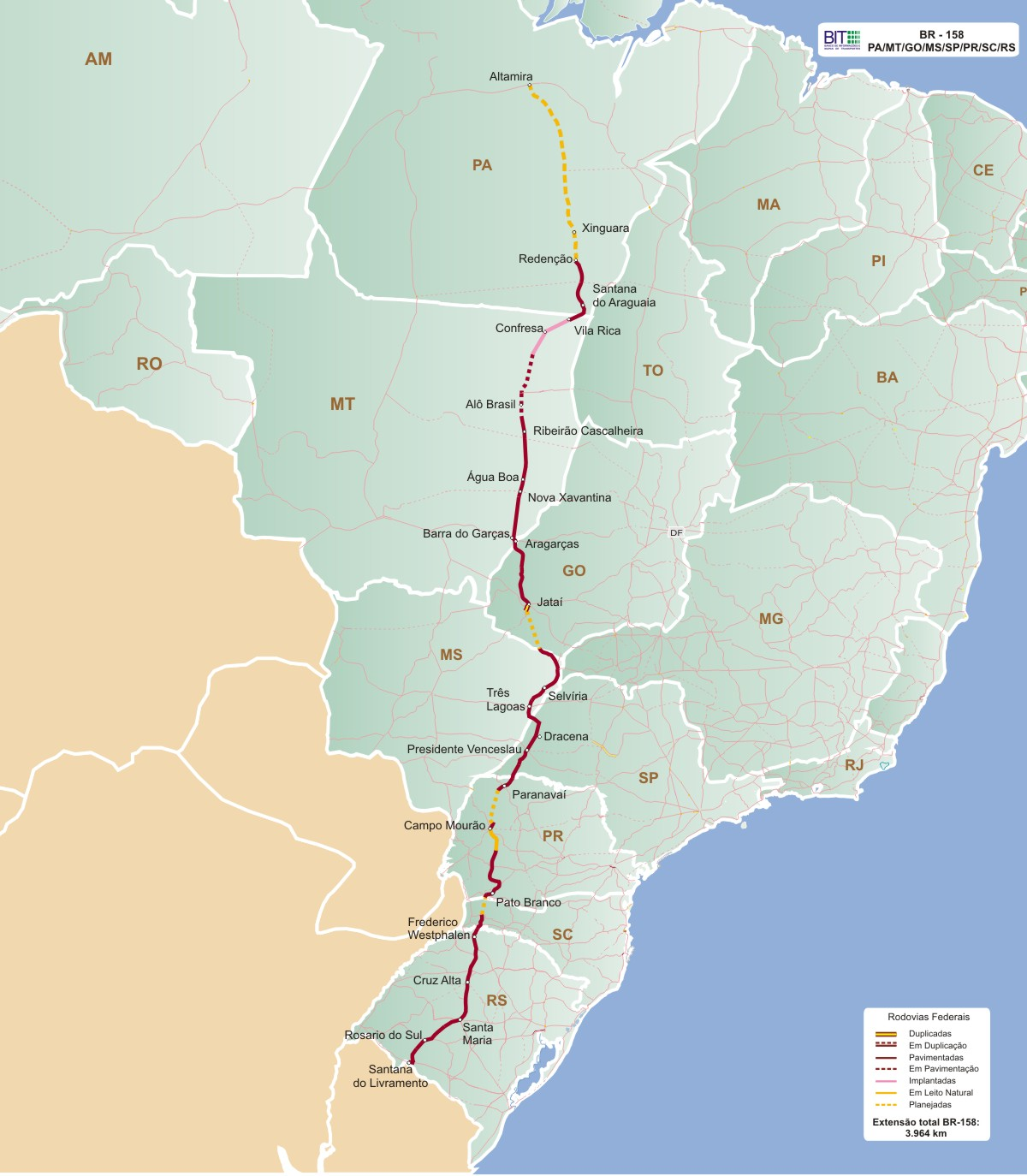
Tracé de la BR-158

La BR-158 est une route fédérale du Brésil. Son point de départ se situe à Altamira, dans l'État du Pará, et elle s'achève à Santana do Livramento, dans l'État du Rio Grande do Sul. 
Elle comporte plusieurs et longs tronçons non construits entre Altamira et Redenção (Pará) - 590,5 km ; entre Jataí (Goiás) et Itajá (Goiás) - 157 km ; entre Brasilândia (Mato Grosso do Sul) et Laranjeiras do Sul (Paraná) - 659,5 km ; entre São Lourenço do Oeste (Santa Catarina) et Maravilha (Santa Catarina) - 95,7 km.
Elle dessert, entre autres villes :
- Santana do Araguaia (Pará)
- Vila Rica (Mato Grosso)
- Confresa (Mato Grosso)
- Ribeirão Cascalheira (Mato Grosso)
- Água Boa (Mato Grosso)
- Nova Xavantina (Mato Grosso)
- Barra do Garças (Mato Grosso)
- Aragarças (Goiás)
- Jataí (Goiás)
- Selvíria (Mato Grosso do Sul)
- Três Lagoas (Mato Grosso do Sul)
- Cunha Porã (Santa Catarina)
- Frederico Westphalen (Rio Grande do Sul)
- Cruz Alta (Rio Grande do Sul)
- Santa Maria (Rio Grande do Sul)
- Rosário do Sul (Rio Grande do Sul)

Elle est longue de 3 946,2 km (y compris les tronçons non construits).

## Galerie

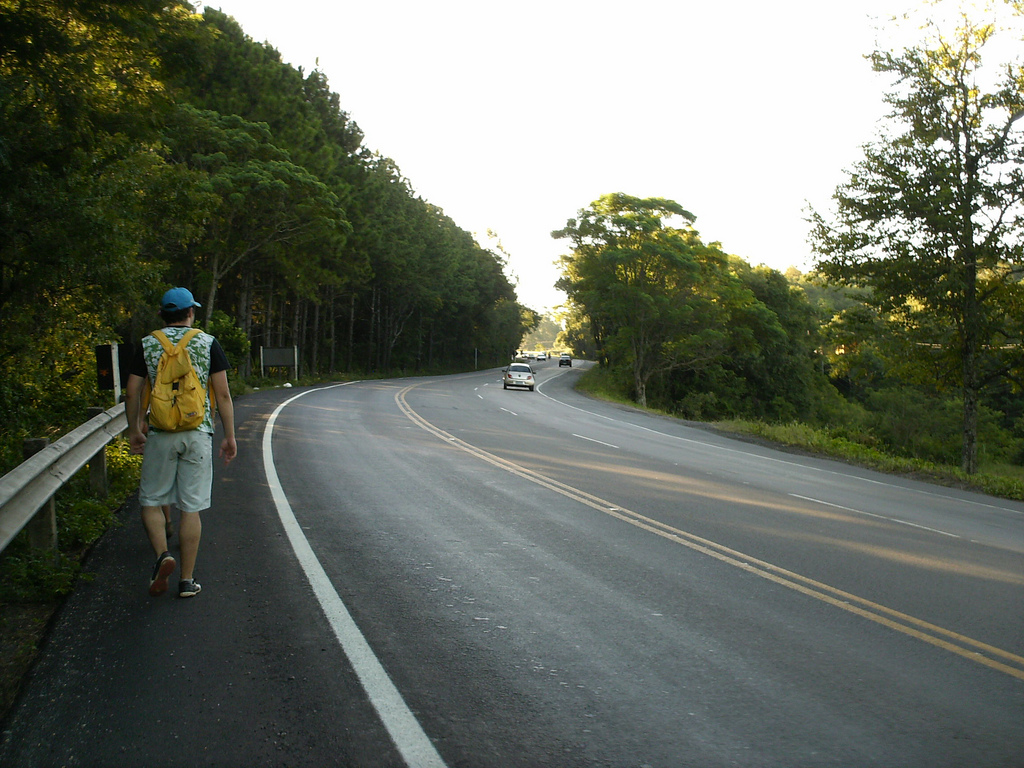
La BR-158 près d'Itaara dans la Santa Maria, Rio Grande do Sul
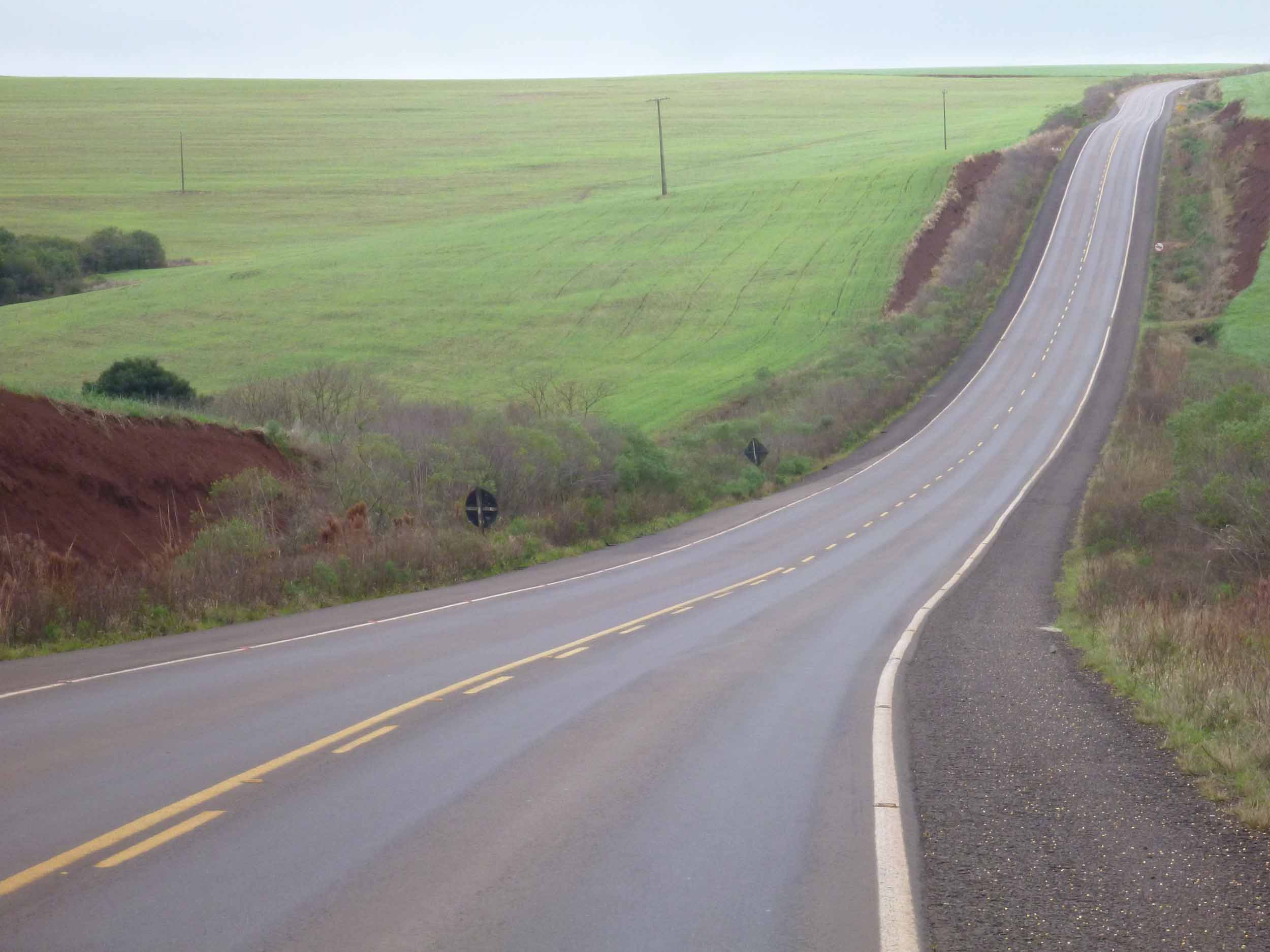
BR-158 à Rio Grande do Sul
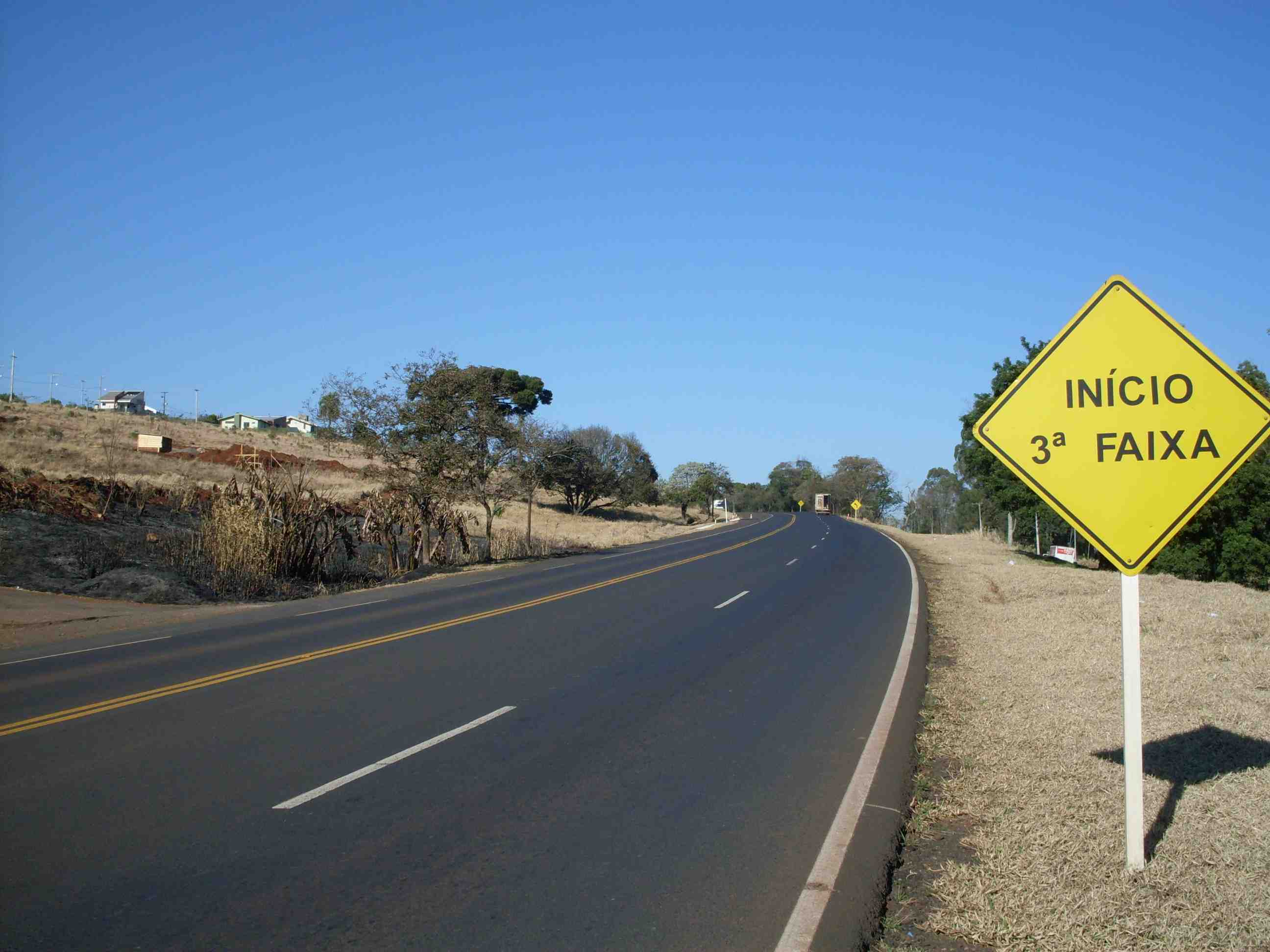
BR-158 à Paraná
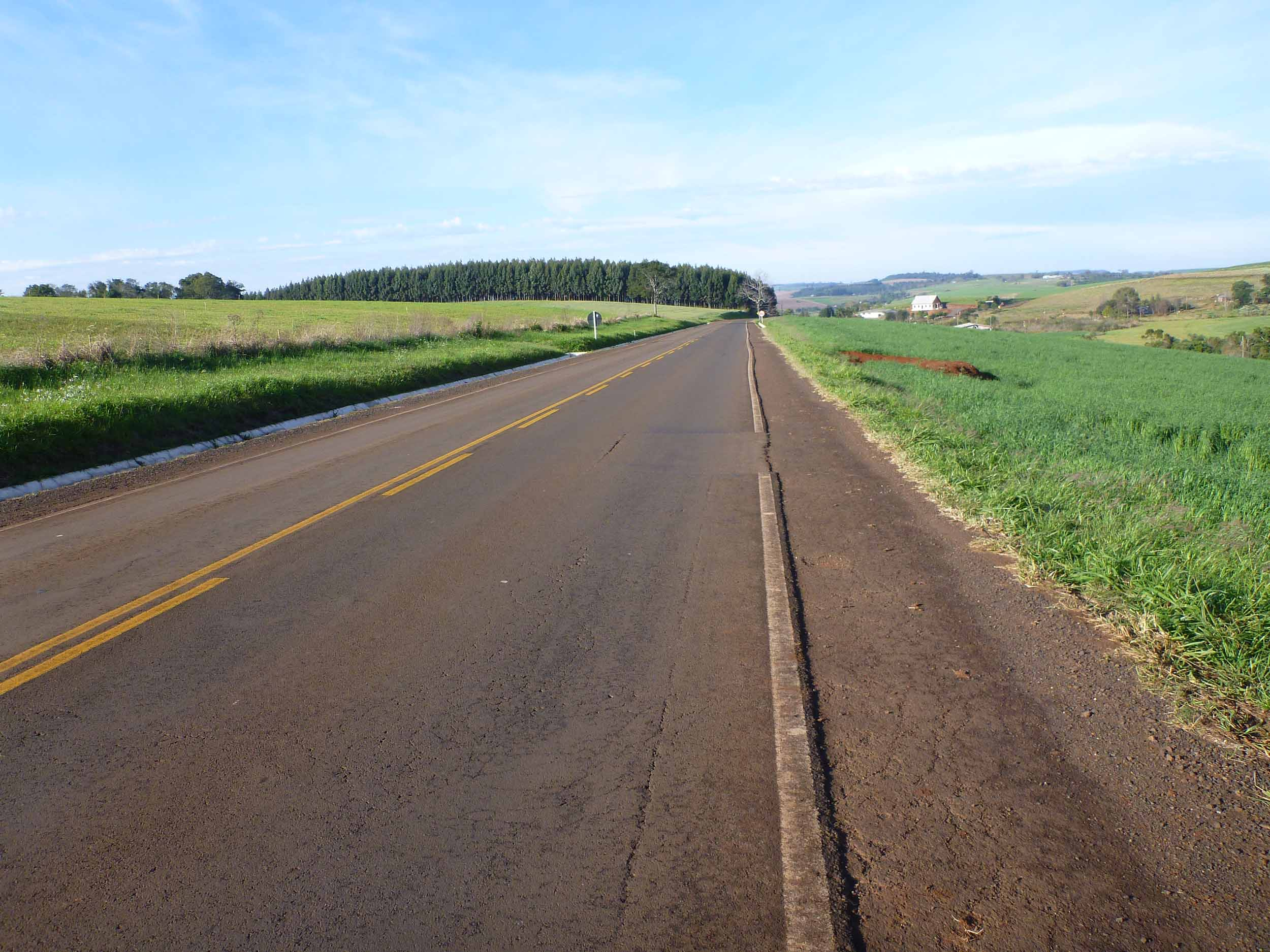
BR-158 à Paraná
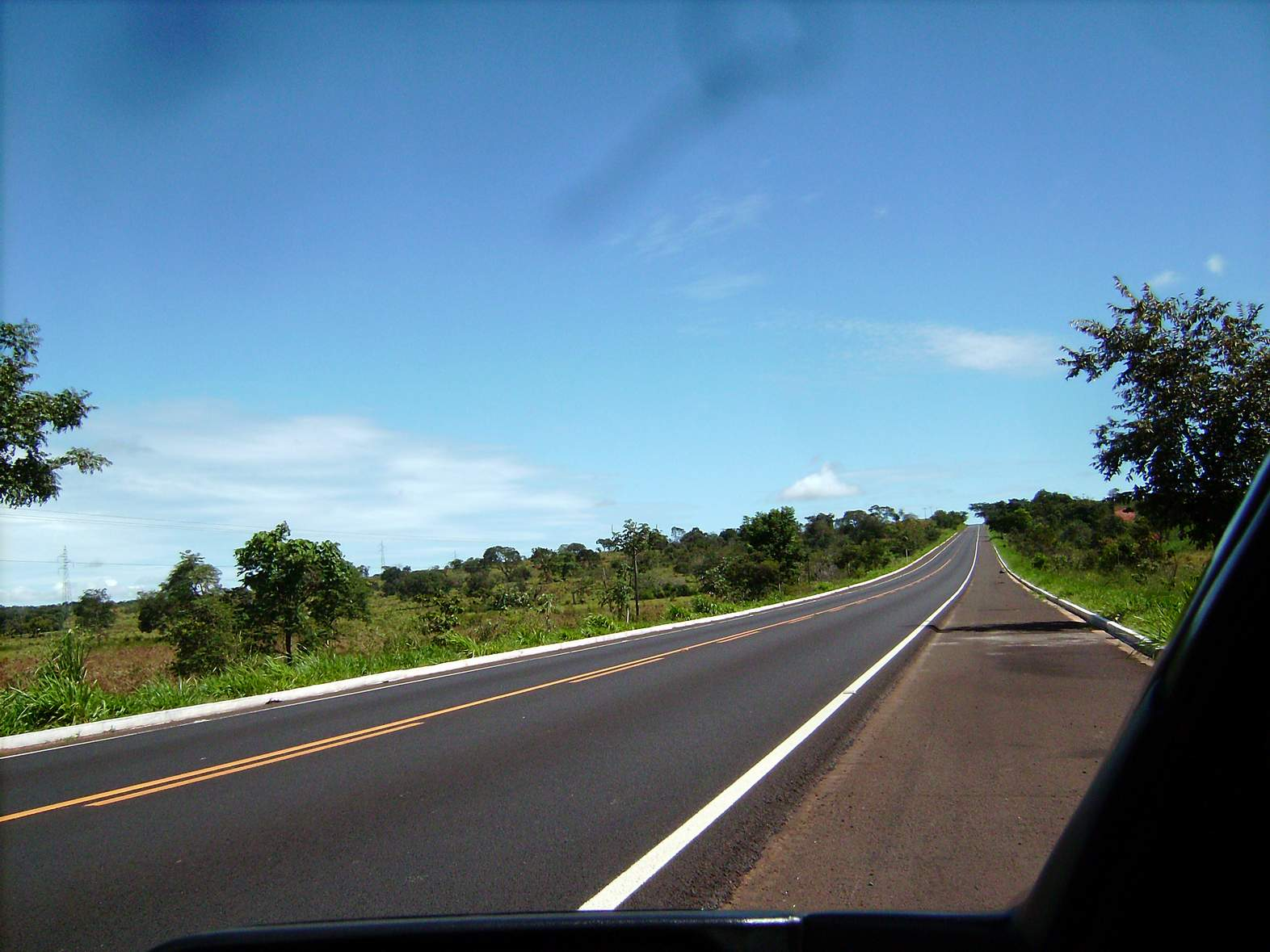
BR-158 à Paranaíba, Mato Grosso do Sul